# شاعر گلینکا (فیلم)
شاعر گلینکا (روسی: Композитор Глинка) یک فیلم روسی در سبک زندگینامه، به کارگردانی گریگوری الکساندرف و محصول سال ۱۹۵۲ است. این فیلم روایتگر زندگی میخائیل گلینکا است.